# Kyle Bailey (basket-ball)
Pour les articles homonymes, voir Kyle Bailey (homonymie) et Bailey.
Kyle Bailey, né le 10 mars 1982 à Fairbanks en Alaska, est un joueur américain de basket-ball.

## Biographie
Né à Fairbanks, en Alaska, Bailey commencé sa carrière active pendant ses études à l’Université de Santa Clara, établissant des records d’équipe du plus grand nombre de matchs (127) et de minutes jouées (3 897) et le record sur une saison du plus grand nombre de tentatives à trois points (tous dépassés depuis). Il a également été nommé dans l'équipe-première de la All-West Coast Conference en 2002.
Après avoir obtenu son diplôme en 2005, il a été sélectionné lors du repêchage de la NBA Development League de 2005 par la Florida Flame, bien qu'il n'ait jamais joué un match pour eux. En 2006, il s'installe en Allemagne pour le club du BG Göttingen. La même année, il a reçu la récompense de meilleur joueur du championnnat d'Allemagne de deuxième division, zone nord.[réf. nécessaire]
En juillet 2010, le meneur de jeu s'engage pour la troisième fois avec le BG Göttingen,. Entre temps, il était parti pour Ulm, avant de revenir à Göttingen puis de jouer une saison au EnBW Ludwigsbourg.